# Cryptus gracillimus
Cryptus gracillimus är en stekelart som beskrevs av De Stefani 1894. Cryptus gracillimus ingår i släktet Cryptus och familjen brokparasitsteklar. Inga underarter finns listade i Catalogue of Life.